# Râul Bănești, Hălmăgel
Râul Bănești este un curs de apă, afluent al râului Hălmăgel. 

## Hărți
- Harta interactivă județul Arad
- Harta munții Apuseni